# آدم كوبر
آدم كوبر (بالإنجليزية: Adam Cooper)‏ هو لاعب كرة قدم أمريكي في مركز الدفاع، ولد في 30 ديسمبر 1981 في فيرفيلد في الولايات المتحدة. لعب مع UCLA Bruins men's soccer ‏.